# Yoo Yeon-seong
Yoo Yeon-seong (Jeongeup, 19 augustus 1986) is een Zuid-Koreaanse badmintonner. 

## Carrière
Yoo Yeon-seong liet voor het eerst van zich horen op de wereldkampioenschappen voor junioren in 2004. In het mannen dubbelspel won hij de bronzen medaille.
Daarna duurde het enkele jaren voor hij echt tot de top kon doorstoten. Op de wereldkampioenschappen van 2009 bereikte hij de kwartfinale aan de zijde van Sho Gun-woo. Daarna ging hij samen spelen met Ko Sung-hyun. In 2010 wonnen ze samen twee super series toernooien. Op het wereldkampioenschap in 2010 werden ze al in de 3de ronde uitgeschakeld. Een jaar later slaagden ze er wel in om de zilveren medaille te winnen op het wereldkampioenschap. Ze moesten hun meerdere erkennen in het Chinese koppel Fu Haifeng en Cai Yun. Op de Olympische Spelen van 2012 werden ze teleurstellend uitgeschakeld in de groepsfase. Na de Olympische Spelen ging Yoo Yeon-seong even samen spelen met Shin Baek-choel. Ze wonnen samen de Denmark Open Super Series, maar op de wereldkampioenschappen van 2013 was de 3de ronde het eindstation.
Na die wereldkampioenschappen ging hij samen spelen met Lee Yong-dae. Het nieuwe koppel domineerde in de super series toernooien, maar op de wereldkampioenschappen wou het niet lukken om te winnen. In 2014 verloren ze de finale van Ko Sung-Hyun en Shin Baek-choel in drie spannende sets. Een jaar later verloren ze in de halve finales van het wereldkampioenschap tegen Mohammad Ahsan en Hendra Setiawan. Door hun goede prestaties staat het duo wel al meer dan een jaar op nummer 1 op de wereldranglijst.
Yoo Yeon-seong komt ook uit in het gemengd dubbelspel. Zijn belangrijkste prestatie was het behalen van de kwartfinale op de wereldkampioenschappen in 2013 aan de zijde van Yang Ye-na.

## Medailles op Olympische Spelen en wereldkampioenschappen
| WK   | Onderdeel         | Resultaat |
| ---- | ----------------- | --------- |
| 2011 | Mannen dubbelspel | Zilver    |
| 2014 | Mannen dubbelspel | Zilver    |
| 2015 | Mannen dubbelspel | Brons     |